# Grand Prix automobile de Bahreïn 2018
GP précédent GP suivant
Le Grand Prix automobile de Bahreïn 2018 (Formula 1 2018 Gulf Air Bahrain Grand Prix), disputé le 8 avril 2018 sur le circuit international de Sakhir à Sakhir, est la 978e épreuve du championnat du monde de Formule 1 courue depuis 1950. Il s'agit de la 15e édition du Grand Prix de Bahreïn comptant pour le championnat du monde de Formule 1 et la deuxième manche du championnat 2018. La deuxième séance d'essais libres, les qualifications et la course sont disputés de nuit.
Les Ferrari SF71H dominent les qualifications sur le circuit de Sakhir et permettent à la Scuderia Ferrari de monopoliser la première ligne, ce qu'elle n'avait plus réalisé depuis le Grand Prix de Hongrie 2017. Sebastian Vettel, en battant Kimi Räikkönen de 143 millièmes de seconde lors de sa deuxième tentative en Q3, obtient la cinquante-et-unième pole position de sa carrière et sa troisième à Bahreïn depuis 2010, ce qui constitue un record. Moins à l'aise, les Mercedes W09 réalisent les troisième et quatrième temps mais seul Valtteri Bottas reste en deuxième ligne, aux côtés de Daniel Ricciardo, Lewis Hamilton étant pénalisé d'un recul de cinq places consécutif au changement de sa boîte de vitesses ; il s'élance du neuvième rang. Au volant de sa Toro Rosso STR13 à moteur Honda, Pierre Gasly obtient le meilleur résultat de sa jeune carrière en qualifications, en partant de la troisième ligne, devant la Haas VF-18 de Kevin Magnussen. Victime d'un accident lors de la première phase qualificative, Max Verstappen prend le départ depuis la huitième ligne.
Sebastian Vettel n'avait jamais gagné deux courses consécutives depuis qu'il pilote pour Ferrari, qui n'avait plus remporté les deux premiers Grand Prix de la saison depuis 2004 ; c'est désormais chose faite au terme des cinquante-sept tours de course au cours desquels Ferrari et Mercedes ont joué au chat et à la souris en termes de stratégie. Lewis Hamilton et Valtteri Bottas, passé deuxième devant Räikkönen dès l'extinction des feux, partent pour n'effectuer qu'un seul arrêt au stand, les Ferrari, sur des choix de pneumatiques différents, devant en effectuer deux. Lors de son deuxième arrêt, au 36e tour, Kimi Räikkönen, alors troisième, est libéré trop hâtivement et renverse un mécanicien qui n'a pas réussi à changer sa roue arrière gauche. Le Finlandais stoppe sa voiture sur le champ dans la voie des stands et abandonne ; à l'issue de la course, les commissaires infligent une amende de 50 000 $ à l'équipe Ferrari pour cette manœuvre dangereuse. Alors que Vettel est passé en pneus tendres dès le 18e tour tandis que les Flèches d'argent roulent en gommes médiums et que Hamilton est remonté jusqu'à la troisième place, on indique par radio au pilote allemand « plan B » : il doit finir la course sans repasser par les stands. Dans les dix derniers tours, il perd progressivement de l'adhérence et voit Bottas revenir dans ses rétroviseurs. Il parvient à le contenir jusqu'au bout et franchit la ligne d'arrivée avec une marge de 6 dixièmes de seconde ; Hamilton, qui termine à 6 secondes, est l'auteur au cinquième tour d'un spectaculaire triple dépassement sur Alonso, Ocon et Hülkenberg en bout de ligne droite, lui permettant de passer de la neuvième à la sixième place. 
Quatrième dans sa Toro Rosso, à plus d'une minute, Pierre Gasly réalise le meilleur résultat de Honda depuis son retour en tant que motoriste en 2015, provoquant des scènes de liesse de son équipe dans les stands ; pour son septième départ en Formule 1, il marque ses 12 premiers points et est élu « pilote du jour ». Il devance Kevin Magnussen et Nico Hülkenberg, sixième et dernier pilote dans le même tour que le vainqueur. Les McLaren-Renault sont à nouveau dans les points Fernando Alonso terminant septième devant Stoffel Vandoorne. Marcus Ericsson, qui n'avait plus marqué depuis cinquante courses, inscrit deux points pour l'écurie Sauber et Esteban Ocon prend le dernier point en jeu. Les deux Red Bull ont dû abandonner dès les premiers tours de course, Verstappen sur problème de différentiel après une crevaison et Ricciardo sur une coupure électrique.
Au championnat des pilotes, Vettel, avec 50 points, le maximum réalisable, devance Hamilton (33 points), Bottas (22 points), Alonso (16 points) et Räikkönen resté à 15 points. Au classement des constructeurs, Ferrari possède 65 points et devance Mercedes (55 points), McLaren (22 points), Red Bull Racing (20 points), Renault (15 points), Scuderia Toro Rosso (12 points), Haas (10 points), Sauber (2 points) et Force India (1 point) ; Williams F1 Team reste la seule écurie à n'avoir pas encore marqué de point.

## Pneus disponibles
| Pneus pour piste sèche | Pneus pour piste sèche | Pneus pour piste sèche | Pneus pluie    | Pneus pluie |
| ---------------------- | ---------------------- | ---------------------- | -------------- | ----------- |
| Super tendres          | Tendres                | Médiums                | Intermédiaires | Pluie       |

## Essais libres

### Première séance, le vendredi de 14 h à 15 h 30
| Pos. | Pilote           | Voiture            | Chrono         | Écart     |
| ---- | ---------------- | ------------------ | -------------- | --------- |
| 1    | Daniel Ricciardo | Red Bull-TAG Heuer | 1 min 31 s 060 |           |
| 2    | Valtteri Bottas  | Mercedes           | 1 min 31 s 364 | + 0 s 304 |
| 3    | Kimi Räikkönen   | Ferrari            | 1 min 31 s 458 | + 0 s 398 |
| 4    | Sebastian Vettel | Ferrari            | 1 min 31 s 470 | + 0 s 410 |
| 5    | Lewis Hamilton   | Mercedes           | 1 min 32 s 272 | + 1 s 212 |
| 6    | Romain Grosjean  | Haas-Ferrari       | 1 min 32 s 516 | + 1 s 456 |

### Deuxième séance, le vendredi de 18 h à 19 h 30
| Pos. | Pilote           | Voiture            | Chrono         | Écart     |
| ---- | ---------------- | ------------------ | -------------- | --------- |
| 1    | Kimi Räikkönen   | Ferrari            | 1 min 29 s 817 |           |
| 2    | Sebastian Vettel | Ferrari            | 1 min 29 s 828 | + 0 s 011 |
| 3    | Valtteri Bottas  | Mercedes           | 1 min 30 s 380 | + 0 s 563 |
| 4    | Lewis Hamilton   | Mercedes           | 1 min 30 s 472 | + 0 s 655 |
| 5    | Max Verstappen   | Red Bull-TAG Heuer | 1 min 30 s 745 | + 0 s 928 |
| 6    | Daniel Ricciardo | Red Bull-TAG Heuer | 1 min 30 s 751 | + 0 s 934 |

### Troisième séance, le samedi de 15 h à 16 h
| Pos. | Pilote           | Voiture            | Chrono         | Écart     |
| ---- | ---------------- | ------------------ | -------------- | --------- |
| 1    | Kimi Räikkönen   | Ferrari            | 1 min 29 s 868 |           |
| 2    | Max Verstappen   | Red Bull-TAG Heuer | 1 min 30 s 393 | + 0 s 525 |
| 3    | Daniel Ricciardo | Red Bull-TAG Heuer | 1 min 30 s 452 | + 0 s 584 |
| 4    | Lewis Hamilton   | Mercedes           | 1 min 30 s 691 | + 0 s 823 |
| 5    | Sebastien Vettel | Ferrari            | 1 min 30 s 719 | + 0 s 851 |
| 6    | Valtteri Bottas  | Mercedes           | 1 min 30 s 781 | + 0 s 913 |

## Séance de qualifications

### Résultats des qualifications
| Pos.                                                                                      | Pilote            | Écurie               | Qualifications 1 | Qualifications 2 | Qualifications 3 |
| ----------------------------------------------------------------------------------------- | ----------------- | -------------------- | ---------------- | ---------------- | ---------------- |
| 1                                                                                         | Sebastian Vettel  | Ferrari              | 1 min 29 s 060   | 1 min 28 s 341   | 1 min 27 s 958   |
| 2                                                                                         | Kimi Räikkönen    | Ferrari              | 1 min 28 s 951   | 1 min 28 s 515   | 1 min 28 s 101   |
| 3                                                                                         | Valtteri Bottas   | Mercedes             | 1 min 29 s 275   | 1 min 28 s 794   | 1 min 28 s 124   |
| 4                                                                                         | Lewis Hamilton    | Mercedes             | 1 min 29 s 396   | 1 min 28 s 458   | 1 min 28 s 220   |
| 5                                                                                         | Daniel Ricciardo  | Red Bull-TAG Heuer   | 1 min 29 s 552   | 1 min 28 s 962   | 1 min 28 s 398   |
| 6                                                                                         | Pierre Gasly      | Toro Rosso-Honda     | 1 min 30 s 121   | 1 min 29 s 836   | 1 min 29 s 329   |
| 7                                                                                         | Kevin Magnussen   | Haas-Ferrari         | 1 min 29 s 594   | 1 min 29 s 623   | 1 min 29 s 358   |
| 8                                                                                         | Nico Hülkenberg   | Renault              | 1 min 30 s 260   | 1 min 29 s 187   | 1 min 29 s 750   |
| 9                                                                                         | Esteban Ocon      | Force India-Mercedes | 1 min 30 s 338   | 1 min 30 s 009   | 1 min 29 s 874   |
| 10                                                                                        | Carlos Sainz Jr.  | Renault              | 1 min 29 s 893   | 1 min 29 s 802   | 1 min 29 s 986   |
| 11                                                                                        | Brendon Hartley   | Toro Rosso-Honda     | 1 min 30 s 412   | 1 min 30 s 105   |                  |
| 12                                                                                        | Sergio Pérez      | Force India-Mercedes | 1 min 30 s 218   | 1 min 30 s 156   |                  |
| 13                                                                                        | Fernando Alonso   | McLaren-Renault      | 1 min 30 s 530   | 1 min 30 s 212   |                  |
| 14                                                                                        | Stoffel Vandoorne | McLaren-Renault      | 1 min 30 s 479   | 1 min 30 s 525   |                  |
| 15                                                                                        | Max Verstappen    | Red Bull-TAG Heuer   | 1 min 29 s 374   | Pas de temps     |                  |
| 16                                                                                        | Romain Grosjean   | Haas-Ferrari         | 1 min 30 s 530   |                  |                  |
| 17                                                                                        | Marcus Ericsson   | Sauber-Ferrari       | 1 min 31 s 063   |                  |                  |
| 18                                                                                        | Sergey Sirotkin   | Williams-Mercedes    | 1 min 31 s 414   |                  |                  |
| 19                                                                                        | Charles Leclerc   | Sauber-Ferrari       | 1 min 31 s 420   |                  |                  |
| 20                                                                                        | Lance Stroll      | Williams-Mercedes    | 1 min 31 s 503   |                  |                  |
| Temps minimal à réaliser pour la qualification : 1 min 35 s 178 (107 % de 1 min 28 s 951) |                   |                      |                  |                  |                  |

### Grille de départ
- Lewis Hamilton, auteur du quatrième temps, écope d'une pénalité d'un recul de cinq places sur la grille de départ après le changement de sa boîte de vitesses à cause d'une fuite hydraulique, survenue durant le Grand Prix d’Australie, qui n'a été détectée qu'après la deuxième session d'essais libres ; il s'élance de la neuvième place[6],[7],[8].
- Fernando Alonso et Romain Grosjean ont réalisé le même temps lors de la première session qualificative. Alonso ayant réalisé sa performance avant le pilote français, il est autorisé à poursuivre en Q2, Grosjean étant crédité du seizième temps[9],[10].

## Course

### Classement de la course
| Pos. | No | Pilote            | Écurie               | Tours | Temps/Abandon                         | Grille | Points |
| ---- | -- | ----------------- | -------------------- | ----- | ------------------------------------- | ------ | ------ |
| 1    | 5  | Sebastian Vettel  | Ferrari              | 57    | 1 h 32 min 01 s 940 (200,954 km/h)    | 1      | 25     |
| 2    | 77 | Valtteri Bottas   | Mercedes             | 57    | + 0 s 699                             | 3      | 18     |
| 3    | 44 | Lewis Hamilton    | Mercedes             | 57    | + 6 s 512                             | 9      | 15     |
| 4    | 10 | Pierre Gasly      | Toro Rosso-Honda     | 57    | + 1 min 02 s 234                      | 5      | 12     |
| 5    | 20 | Kevin Magnussen   | Haas-Ferrari         | 57    | + 1 min 15 s 046                      | 6      | 10     |
| 6    | 27 | Nico Hülkenberg   | Renault              | 57    | + 1 min 39 s 024                      | 7      | 8      |
| 7    | 14 | Fernando Alonso   | McLaren-Renault      | 56    | + 1 tour                              | 13     | 6      |
| 8    | 2  | Stoffel Vandoorne | McLaren-Renault      | 56    | + 1 tour                              | 14     | 4      |
| 9    | 9  | Marcus Ericsson   | Sauber-Ferrari       | 56    | + 1 tour                              | 17     | 2      |
| 10   | 31 | Esteban Ocon      | Force India-Mercedes | 56    | + 1 tour                              | 8      | 1      |
| 11   | 55 | Carlos Sainz Jr.  | Renault              | 56    | + 1 tour                              | 10     |        |
| 12   | 16 | Charles Leclerc   | Sauber-Ferrari       | 56    | + 1 tour                              | 19     |        |
| 13   | 8  | Romain Grosjean   | Haas-Ferrari         | 56    | + 1 tour                              | 16     |        |
| 14   | 18 | Lance Stroll      | Williams-Mercedes    | 56    | + 1 tour                              | 20     |        |
| 15   | 35 | Sergey Sirotkin   | Williams-Mercedes    | 56    | + 1 tour                              | 18     |        |
| 16   | 11 | Sergio Pérez      | Force India-Mercedes | 56    | + 1 tour (dont 30 s de pénalité)      | 12     |        |
| 17   | 28 | Brendon Hartley   | Toro Rosso-Honda     | 56    | + 1 tour (dont 30 s de pénalité)      | 11     |        |
| Abd. | 7  | Kimi Räikkönen    | Ferrari              | 35    | Problème lors du changement de pneus, | 2      |        |
| Abd. | 33 | Max Verstappen    | Red Bull-TAG Heuer   | 3     | Crevaison et différentiel             | 15     |        |
| Abd. | 3  | Daniel Ricciardo  | Red Bull-TAG Heuer   | 2     | Coupure électrique                    | 4      |        |

### Pole position et record du tour
- Pole position :  Sebastian Vettel (Ferrari) en 1 min 27 s 958 (221,506 km/h)[14].
- Meilleur tour en course :  Valtteri Bottas (Mercedes) en 1 min 33 s 740 (207,842 km/h) au 22e tour[15].

### Tours en tête
- Sebastian Vettel (Ferrari) : 49 tours (1-17 / 26-57)[16]
- Lewis Hamilton (Mercedes) : 5 tours (21-25)
- Valtteri Bottas (Mercedes) : 3 tours (18-20)

## Classements généraux à l'issue de la course
| Pos. | Pilote            | Écurie               | Points |
| ---- | ----------------- | -------------------- | ------ |
| 1    | Sebastian Vettel  | Ferrari              | 50     |
| 2    | Lewis Hamilton    | Mercedes             | 33     |
| 3    | Valtteri Bottas   | Mercedes             | 22     |
| 4    | Fernando Alonso   | McLaren-Renault      | 16     |
| 5    | Kimi Räikkönen    | Ferrari              | 15     |
| 6    | Nico Hülkenberg   | Renault              | 14     |
| 7    | Daniel Ricciardo  | Red Bull-TAG Heuer   | 12     |
| 8    | Pierre Gasly      | Toro Rosso-Honda     | 12     |
| 9    | Kevin Magnussen   | Haas-Ferrari         | 10     |
| 10   | Max Verstappen    | Red Bull-TAG Heuer   | 8      |
| 11   | Stoffel Vandoorne | McLaren-Renault      | 6      |
| 12   | Marcus Ericsson   | Sauber-Ferrari       | 2      |
| 13   | Carlos Sainz Jr.  | Renault              | 1      |
| 14   | Esteban Ocon      | Force India-Mercedes | 1      |

| Pos. | Écurie               | Points |
| ---- | -------------------- | ------ |
| 1    | Ferrari              | 65     |
| 2    | Mercedes             | 55     |
| 3    | McLaren-Renault      | 22     |
| 4    | Red Bull-TAG Heuer   | 20     |
| 5    | Renault              | 15     |
| 6    | Toro Rosso-Honda     | 12     |
| 7    | Haas-Ferrari         | 10     |
| 8    | Sauber-Ferrari       | 2      |
| 9    | Force India-Mercedes | 1      |

## Statistiques
Le Grand Prix de Bahreïn 2018 représente :
- la 51e pole position de Sebastian Vettel[19] ;
- la 49e victoire de sa carrière pour Sebastian Vettel[20] ;
- la 231e victoire pour Ferrari en tant que constructeur[21] ;
- la 232e victoire pour Ferrari en tant que motoriste[22] ;
- le 200e départ en Grand Prix de Sebastian Vettel[23].

Au cours de ce Grand Prix :
- Pierre Gasly inscrit ses premiers points (12 points de la quatrième place) pour son septième départ en Grand Prix[24] ;
- Lewis Hamilton inscrit des points pour la 27e fois consécutive et égale le record établi par Kimi Räikkönen entre le Grand Prix de Bahreïn 2012 et le Grand Prix de Hongrie 2013[25] ;
- Pierre Gasly est élu « Pilote du jour » lors d'un vote organisé sur le site officiel de la Formule 1[26] ;
- Danny Sullivan (15 Grands Prix chez Tyrrell Racing en 1983, 2 points, vainqueur des 500 miles d'Indianapolis 1985 et champion CART en 1988) a été nommé par la FIA conseiller pour aider dans leurs jugements le groupe des commissaires de course[27].